# Valka kommun
Valka kommun (lettiska: Valkas novads) är en kommun i Lettland. Den ligger i den nordöstra delen av landet, 130 km nordost om huvudstaden Riga. Antalet invånare är 33 348. Arean är 910 kvadratkilometer.
Terrängen i Valka kommun är platt.
Följande samhällen finns i Valka kommun:
- Valka
- Ērģeme
- Lugaži